# Kim Yu-jin (Tennisspielerin)
Kim Yu-jin (kor. 김유김, * 10. Juni 2005) ist eine südkoreanische Tennisspielerin.

## Karriere
Kim spielt bislang hauptsächlich Turniere der ITF Women’s World Tennis Tour, wo sie bisher einen Titel im Einzel und zwei Titel im Doppel gewinnen konnte.
Ihr Debüt auf der WTA Tour gab sie bei den Korea Open 2024, wo sie in der ersten Runde der Qualifikation mit 3:6 und 1:6 Natalija Stevanović unterlag.

## Turniersiege

### Einzel
| Nr. | Datum           | Turnier  | Kategorie | Belag             | Finalgegnerin  | Ergebnis  |
| --- | --------------- | -------- | --------- | ----------------- | -------------- | --------- |
| 1.  | 17. August 2025 | Singapur | ITF W15   | Hartplatz (Halle) | Haruna Arakawa | 7:63, 6:4 |

### Doppel
| Nr. | Datum            | Turnier             | Kategorie | Belag     | Partnerin   | Finalgegnerin                      | Ergebnis         |
| --- | ---------------- | ------------------- | --------- | --------- | ----------- | ---------------------------------- | ---------------- |
| 1.  | 2. Dezember 2023 | Scharm asch-Schaich | ITF W15   | Hartplatz | Lin Fang-an | Alissa Kjummel Jekaterina Makarowa | 6:4, 7:65        |
| 2.  | 2. November 2024 | Scharm asch-Schaich | ITF W15   | Hartplatz | Lee Eun-hye | Yasmin Ezzat Katarína Kužmová      | 4:6, 6:3, [11:9] |